# Pitcairnia punicea
Pitcairnia punicea är en gräsväxtart som beskrevs av Michael Joseph François Scheidweiler. Pitcairnia punicea ingår i släktet Pitcairnia och familjen Bromeliaceae. Inga underarter finns listade i Catalogue of Life.